# ريمو فيشر
ريمو فيشر هو متزحلق سويسري، ولد في 13 أغسطس 1981 في بيغتسفيل في سويسرا.

## وصلات خارجية
- الموقع الرسمي
- ريمو فيشر على موقع الاتحاد الدولي للتزلج (التزلج الريفي) (الإنجليزية)
- ريمو فيشر على موقع أوليمبيديا (الإنجليزية)